# Edmondo Mornese
Edmondo Mornese (Alessandria, 14 novembre 1910 – Novara, 30 dicembre 1962) è stato un calciatore italiano, di ruolo centromediano.

## Carriera

### Club
Dopo una lunga militanza nelle file del Novara, con cui ha disputato 8 campionati di Serie B e 4 di Serie A, ottenendo due promozioni in massima serie nelle stagioni 1935-1936  e 1937-1938, nel 1941, dopo la retrocessione dei piemontesi, passa alla Roma, con cui disputa i due campionati prima della sosta bellica, contribuendo nella prima stagione, con 29 incontri disputati su 30 e una rete nel pareggio esterno contro l'Atalanta, alla conquista del primo scudetto della storia dei giallorossi.
Resta coi capitolini fino al 1945 per poi cessare l'attività agonistica.

### Nazionale
Mai convocato nella Nazionale maggiore, disputa una partita con la Nazionale B, il 5 aprile 1936 a Novara contro la Svizzera, battuta 2-0.

## Dopo la fine della carriera
Intraprende brevemente la carriera di allenatore, guidando anche il Novara, quindi si stabilisce a Novara dove intraprende un'attività commerciale.
Morì nel 1962 all'età di 52 anni, colpito da infarto nel suo negozio.
Alla sua memoria è dedicato il piazzale antistante lo Stadio Silvio Piola di Novara.

## Palmarès
- Campionato italiano: 1

Roma: 1941-1942
- Campionato romano di guerra: 1

Roma: 1945